# Обернення блочної матриці
Для квадратної матриці {\displaystyle \ M}, поділеної на блоки {\displaystyle \ A,B,C,D} з розмірами n×n, n×k, k×n та k×k розміщеними таким чином:
{\displaystyle M={\begin{bmatrix}A&B\\C&D\end{bmatrix}}}
обернена матриця {\displaystyle M^{-1}} може бути обчислена спрощеним способом, використавши блочну структуру матриці M.
Для цього використаємо квадратні матриці:
{\displaystyle \ S_{D}=A-BD^{-1}C} — це доповнення Шура для блоку D матриці M.
{\displaystyle \ S_{A}=D-CA^{-1}B} — це доповнення Шура для блоку A матриці M.
Отримаємо результат:
{\displaystyle M^{-1}={\begin{bmatrix}A&B\\C&D\end{bmatrix}}^{-1}={\begin{bmatrix}(A-B{D}^{-1}C)^{-1}&-A^{-1}B(D-C{A}^{-1}B)^{-1}\\-D^{-1}C(A-B{D}^{-1}C)^{-1}&(D-C{A}^{-1}B)^{-1}\end{bmatrix}}={\begin{bmatrix}S_{D}^{-1}&-A^{-1}BS_{A}^{-1}\\-D^{-1}CS_{D}^{-1}&S_{A}^{-1}\end{bmatrix}}.}
Доведення формули використовує матричну тотожнісь Вудбурі та LDU розклад матриці.